# Championnat de Côte d'Ivoire de football 2000
Navigation
Saison précédente Saison suivante
La saison 2000 du Championnat de Côte d'Ivoire de football était la 42e édition de la première division ivoirienne. Elle oppose les 16 meilleures équipes du pays, rassemblées au sein de 2 poules de 8 où les clubs affrontent 2 fois tous leurs adversaires, à domicile et à l'extérieur. Les 3 premiers de chaque poule se qualifient pour la poule finale tandis que, comme la première division passe de 16 à 12 clubs en poule unique l'année prochaine, les 3 derniers sont directement relégués en Division 2.
C'est l'ASEC Abidjan qui termine en tête de la poule nationale et remporte son 16e titre de champion de Côte d'Ivoire.

## Les 16 clubs participants
| Poule A | Poule B |
| --- | --- |
| - Africa Sports - CO Korhogo - Man FC - Alliance Bouaké - Satellite FC - Société Omnisports de l'Armée - Stella Club d'Adjamé - Jeunesse Club d'Abidjan - Promu de Division 2 | - Sabé Sports de Bouna - ASC Bouaké - ASEC Abidjan - Stade d'Abidjan - RFC Daoukro - USC Bassam - Séwé Sports de San-Pédro - Toumodi FC - Promu de Division 2 |

## Compétition
Le barème utilisé pour tous les classements est le suivant :
- Victoire : 3 points
- Match nul : 1 point
- Défaite, abandon ou forfait : 0 point

### Première phase

#### Poule A
| Rang | Équipe                        | Pts | J  | G | N | P | Bp | Bc | Diff |
| ---- | ----------------------------- | --- | -- | - | - | - | -- | -- | ---- |
| 1    | Africa Sports T               | 28  | 14 | 8 | 4 | 2 | 34 | 11 | +23  |
| 2    | Satellite FC                  | 24  | 14 | 7 | 6 | 1 | 25 | 17 | +8   |
| 3    | CO Korhogo                    | 22  | 14 | 6 | 4 | 4 | 20 | 19 | +1   |
| 4    | Alliance Bouaké               | 19  | 14 | 5 | 4 | 5 | 15 | 23 | -8   |
| 5    | Man FC                        | 18  | 14 | 5 | 3 | 6 | 13 | 14 | -1   |
| 6    | Société Omnisports de l'Armée | 14  | 14 | 4 | 2 | 8 | 21 | 25 | -4   |
| 7    | Stella Club d'Adjamé          | 13  | 14 | 3 | 4 | 7 | 14 | 23 | -9   |
| 8    | Jeunesse Club d'Abidjan P     | 12  | 14 | 3 | 3 | 8 | 14 | 24 | -10  |

| Résultats (▼dom., ►ext.)      | AfrS | Sate | Korh | AllB | Man | SOA | Stel | JCd'A |
| Africa Sports                 |      | 0-1  | 4-1  | 9-0  | 3-0 | 1-0 | 5-0  | 1-1   |
| Satellite FC                  | 3-3  |      | 2-2  | 1-0  | 1-1 | 2-2 | 1-1  | 2-1   |
| CO Korhogo                    | 1-2  | 0-0  |      | 2-2  | 2-1 | 2-1 | 2-1  | 2-0   |
| Alliance Bouaké               | 1-1  | 0-1  | 2-1  |      | 1-1 | 2-1 | 0-0  | 2-1   |
| Man FC                        | 2-0  | 0-1  | 0-0  | 1-0  |     | 1-0 | 2-1  | 2-0   |
| Société Omnisports de l'Armée | 1-2  | 4-3  | 1-2  | 4-4  | 1-0 |     | 1-0  | 3-1   |
| Stella Club d'Adjamé          | 0-0  | 1-4  | 1-2  | 0-1  | 2-1 | 3-2 |      | 2-0   |
| Jeunesse Club d'Abidjan       | 0-3  | 2-3  | 2-1  | 0-0  | 2-1 | 2-0 | 2-2  |       |

#### Poule B
| Rang | Équipe                   | Pts | J  | G  | N | P | Bp | Bc | Diff |
| ---- | ------------------------ | --- | -- | -- | - | - | -- | -- | ---- |
| 1    | ASEC Abidjan             | 32  | 14 | 10 | 2 | 2 | 33 | 8  | +25  |
| 2    | Stade d'Abidjan          | 23  | 14 | 6  | 5 | 3 | 26 | 20 | +6   |
| 3    | Sabé Sports de Bouna     | 20  | 14 | 4  | 8 | 2 | 11 | 8  | +3   |
| 4    | RFC Daoukro              | 20  | 14 | 4  | 8 | 2 | 8  | 8  | 0    |
| 5    | Toumodi FC P             | 16  | 14 | 4  | 4 | 6 | 11 | 22 | -11  |
| 6    | ASC Bouaké               | 15  | 14 | 3  | 6 | 5 | 8  | 16 | -8   |
| 7    | USC Bassam               | 13  | 14 | 2  | 7 | 5 | 8  | 13 | -5   |
| 8    | Séwé Sports de San-Pédro | 7   | 14 | 1  | 4 | 9 | 4  | 14 | -10  |

| Résultats (▼dom., ►ext.) | ASEC | Stad | Boun | Daou | Toum | ASC | Bass | Séw |
| ASEC Abidjan             |      | 8-1  | 0-1  | 1-0  | 2-1  | 5-0 | 3-1  | 0-0 |
| Stade d'Abidjan          | 2-4  |      | 2-2  | 4-1  | 8-1  | 0-0 | 2-0  | 2-0 |
| Bouna                    | 0-1  | 0-0  |      | 0-1  | 1-1  | 1-1 | 0-0  | 1-0 |
| RFC Daoukro              | 0-0  | 1-1  | 1-1  |      | 1-0  | 0-0 | 0-0  | 1-0 |
| Toumodi FC               | 0-5  | 0-0  | 0-0  | 0-1  |      | 1-0 | 0-0  | 2-1 |
| ASC Bouaké               | 0-3  | 2-1  | 0-0  | 0-0  | 2-1  |     | 1-1  | 2-1 |
| USC Bassam               | 2-0  | 1-2  | 1-2  | 0-0  | 3-1  | 1-0 |      | 0-0 |
| Séwé Sports de San-Pédro | 0-1  | 0-1  | 0-2  | 1-1  | 0-1  | 1-0 | 0-0  |     |

### Poule nationale
| Rang | Équipe               | Pts | J  | G | N | P | Bp | Bc | Diff |
| ---- | -------------------- | --- | -- | - | - | - | -- | -- | ---- |
| 1    | ASEC Abidjan         | 21  | 10 | 6 | 3 | 1 | 19 | 6  | +13  |
| 2    | Sabé Sports de Bouna | 16  | 10 | 5 | 1 | 4 | 14 | 10 | +4   |
| 3    | Africa Sports T      | 16  | 10 | 4 | 4 | 2 | 12 | 8  | +4   |
| 4    | Stade d'Abidjan C    | 14  | 10 | 4 | 2 | 4 | 14 | 15 | -1   |
| 5    | Satellite FC         | 13  | 10 | 3 | 4 | 3 | 13 | 12 | +1   |
| 6    | CO Korhogo           | 2   | 10 | 0 | 2 | 8 | 5  | 26 | -21  |

| Résultats (▼dom., ►ext.) | AfrS | ASEC | Stad | Sate | Korh | Sabé |
| Africa Sports            |      | 0-0  | 1-1  | 0-0  | 3-0  | 1-2  |
| ASEC Abidjan             | 1-0  |      | 5-0  | 1-1  | 1-0  | 0-1  |
| Stade d'Abidjan          | 1-2  | 1-3  |      | 2-0  | 4-2  | 2-1  |
| Satellite FC             | 2-3  | 2-2  | 1-0  |      | 1-1  | 1-0  |
| CO Korhogo               | 0-1  | 1-5  | 0-0  | 1-4  |      | 0-5  |
| Sabé Sports de Bouna     | 1-1  | 0-1  | 0-3  | 2-1  | 2-0  |      |

### Matchs

#### Match de barrage pour la Coupe de la CAF
Le Sabé Sports de Bouna et Africa Sports ont tous les deux terminé la poule finale à la 2e place, finissant à égalité de points, avec le même goal-average. Un match de barrage est donc organisé pour connaître le club qui finira à la deuxième place, directement qualificative pour la Coupe de la CAF 2001.
| 28 novembre 2000 | Africa Sports     | 2 - 2 a.p. | Sabé Sports de Bouna |  |  |
|                  |                   |            |                      |  |  |
|                  | Tirs au but 3 - 0 |            |                      |  |  |

## Bilan de la saison
| Tableau d'Honneur                                                    |                 |
| Compétition                                                          | Vainqueur       |
| Championnat de Côte d'Ivoire de football                             | ASEC Abidjan    |
| Coupe de Côte d'Ivoire de football                                   | Stade d'Abidjan |
| Supercoupe de Côte d'Ivoire de football Coupe Félix Houphouët-Boigny | Non disputée    |

| Qualifications continentales 2001  |                 |
| Compétition                        | Qualifié        |
| Ligue des champions de la CAF 2001 | ASEC Abidjan    |
| Coupe des Coupes 2001              | Stade d'Abidjan |
| Coupe de la CAF 2001               | Africa Sports   |

| Promotions et relégations | |
| Relégués en 2e division   | Société Omnisports de l'Armée Stella Club d'Adjamé Jeunesse Club d'Abidjan ASC Bouaké USC Bassam Séwé Sports de San-Pédro |
| Promus en 1re division    | Réveil Club de Daloa CO Bouaflé                                                                                           |